# Voetbal International
Voetbal International (VI) es una revista neerlandesa de fútbol que circula semanalmente y fundada en 1965. Es la revista neerlandesa de fútbol más antigua que todavía sigue en circulación.
A partir de 2006, Voetbal International (VI) es publicada por Media Sports GT. a través del periodista y ejecutivo Cees van Cuilenborg y por Johan Derksen jefe de redacción. La revista tiene una circulación dirigida semanal total pagada de 27.590 copias.
La revista también se ha caracterizado por tener a periodistas y columnistas de renombre como Joost Prinsen, Levi y Hugo Weemoedt Camps.

## General
Actualmente la revista circula los días miércoles, se realizan guías antes del inicio de las competiciones de cada temporada en cuanto al fútbol. Durante años se han creado unas guías especiales para el fútbol neerlandés, teniendo como base el sistema y la información sobre todos los equipos y sus jugadores. En los últimos años, Voetbal Internacional ha hecho guías en diferentes idiomas tales como: Inglés, alemán, francés, belga y español. También hacen una guía para la Hoofdklasse neerlandés, que es la más alta liga amateur.
Desde el comienzo de la temporada 2006-2007, ha comenzado con la comercialización de un Voetbaljaarboek (Anuario de fútbol). En este libro, que contiene alrededor de 650 páginas, la gente puede leer la historia del fútbol. El objetivo de esta publicación es que circule cada año.

## Personajes relevantes
Personajes famosos que han influido de manera considerable en la revista:
- Hugo Borst 1985-1991
- Cees van Cuilenborg 1969-2008
- Johan Derksen 1977-actualidad
- Kees Jansma 1977-2004
- Martijn Krabbendam 1997-actualidad
- Bert Nederlof 1973-2008
- Joop Niezen - 1966-1984
- Jan Liber - 1960
- Bob Spaak 1965-?
- Matty Verkamman
- Wilfred Genee
- Yoeri van den Busken
- Simon Zwartkruis
- Taco van den Velde - 1995-actualidad
- Ron Westerhof - 1979-1998
- Nico Dijkshoorn - 2009-actualidad